# 오버런 (야구)
오버런은 야구에서 타자나 주자가 1루, 2루, 3루의 누상까지 진루하였는데 여기서 본래의 누상에서 더 진루하다 누상에서 떨어진 상태를 가르킨다. 

## 설명
오버런을 하게되면 누상에서 떨어진 타자나 주자를 야수가 태그할 수 있게되며 이때 오버런으로 누상에서 떨어진 타자나 주자를 야수가 태그하는데 성공하면 타자나 주자는 아웃이 된다. 또한 오버런이 발생했을 때는 가끔 협살의 상황이 등장하기도 한다. 자신이 타자이거나 주자인 상황이라면 이러한 오버런을 확실하게 방지하기 위해서 자신이 원하는 누상으로 진루할 때는 반드시 그 누상을 점거해야 한다. 이러한 오버런을 방지하고자 타자나 주자가 슬라이딩을 펼치기도 하며 이럴 때는 주로 훅 슬라이딩이 가장 많이 사용된다.

## 같이 보기
- 야구
- 협살